# Wisdom (band)
Wisdom var ett ungerskt power metal-band från Budapest, aktivt mellan 2001 och 2018.

## Biografi
Bandet grundades av basisten Máte Molnár och gitarristen Gábor Kovács. Den senare spelade i bandet Legendary tillsammans med gitarristen Zsolt Galambos. I och med tillskott i form av sångaren Istvan Nachladal och trummisen Balázs Hornyák var den första banduppställningen komplett.
Redan 2003 spelade bandet förband till Iron Maiden under de senares Give Me 'Ed... Til I'm Dead Tour. Senare spelade man förband till U.D.O. och Doro. Vid detta tillfälle kom gruppen i kontakt med svenske Ronny Milianowicz vars band Dionysus också deltog. Han ordnade så att de fick kontakt med skivbolaget Music Works som gav ut deras självbetitlade EP i juli 2004. Under inspelningen av denna lämnade Hornyák bandet och ersattes av Csaba Czébely. Wisdom spelade därefter förband till Europe.
Sin fullängdsdebut gjorde bandet i november 2006 i och med släppet av Words of Wisdom på Nail Records. Då hade man återigen bytt trummis, denna gång till Péter Kern. Under 2007 turnerade gruppen för att promota skivsläppet och spelade i samband med det förband till Heaven and Hell. Efter att ha släppt ytterligare en EP samma år hoppade sångaren Nachladal av, och bandet beslöt sig för att ta en paus. Ett par år senare återvände man, då med trummisen Balázs Ágota och vokalisten Gábor Nagy. Gruppen spelade in sitt andra studioalbum, Judas, som släpptes i april 2011. Skivan gästades av svenske Mats Levén (Yngwie Malmsteen, Krux, At Vance). Hösten 2010 genomförde bandet ett antal spelningar för att marknadsföra skivan. Sångaren Gábor Nagy bar mask och antog artistnamnet Crossfader. Wisdom hade sedan tidigare tagit fram ett bandkoncept och i samarbete med grafikern Gyula Havancsák en bandmaskot de kallade Wiseman. Maskoten skulle senare komma att bli ett återkommande inslag i bandmytologin. Judas släpptes globalt under 2012, och bandet följde med Sabaton under Europadelen av de senares The Swedish Empire Tour.

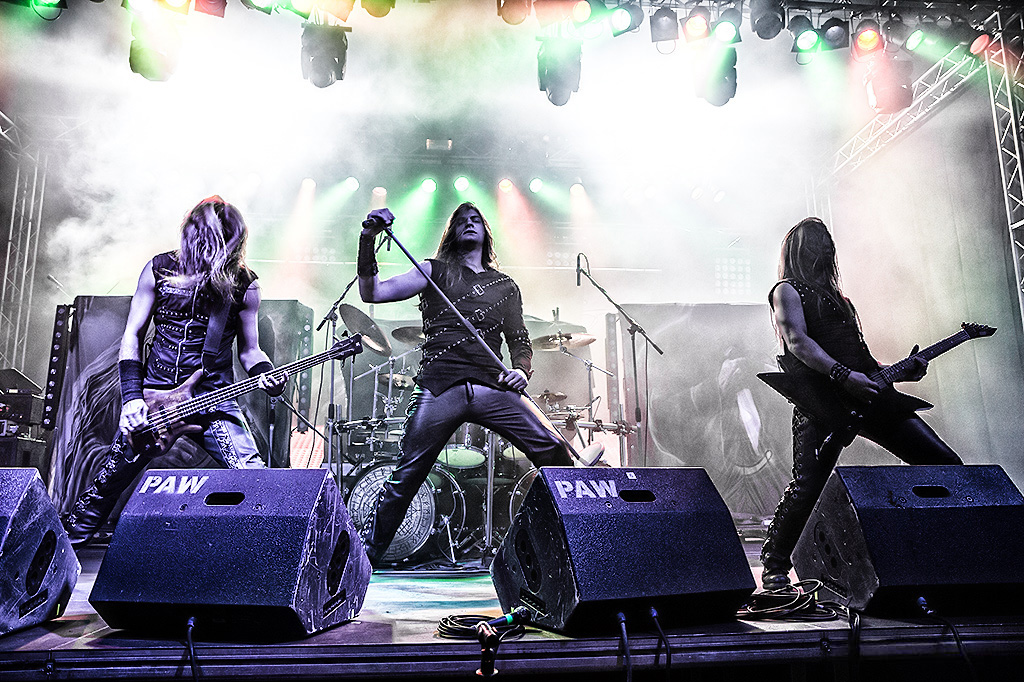
Wisdom live i Geiselwind 2012
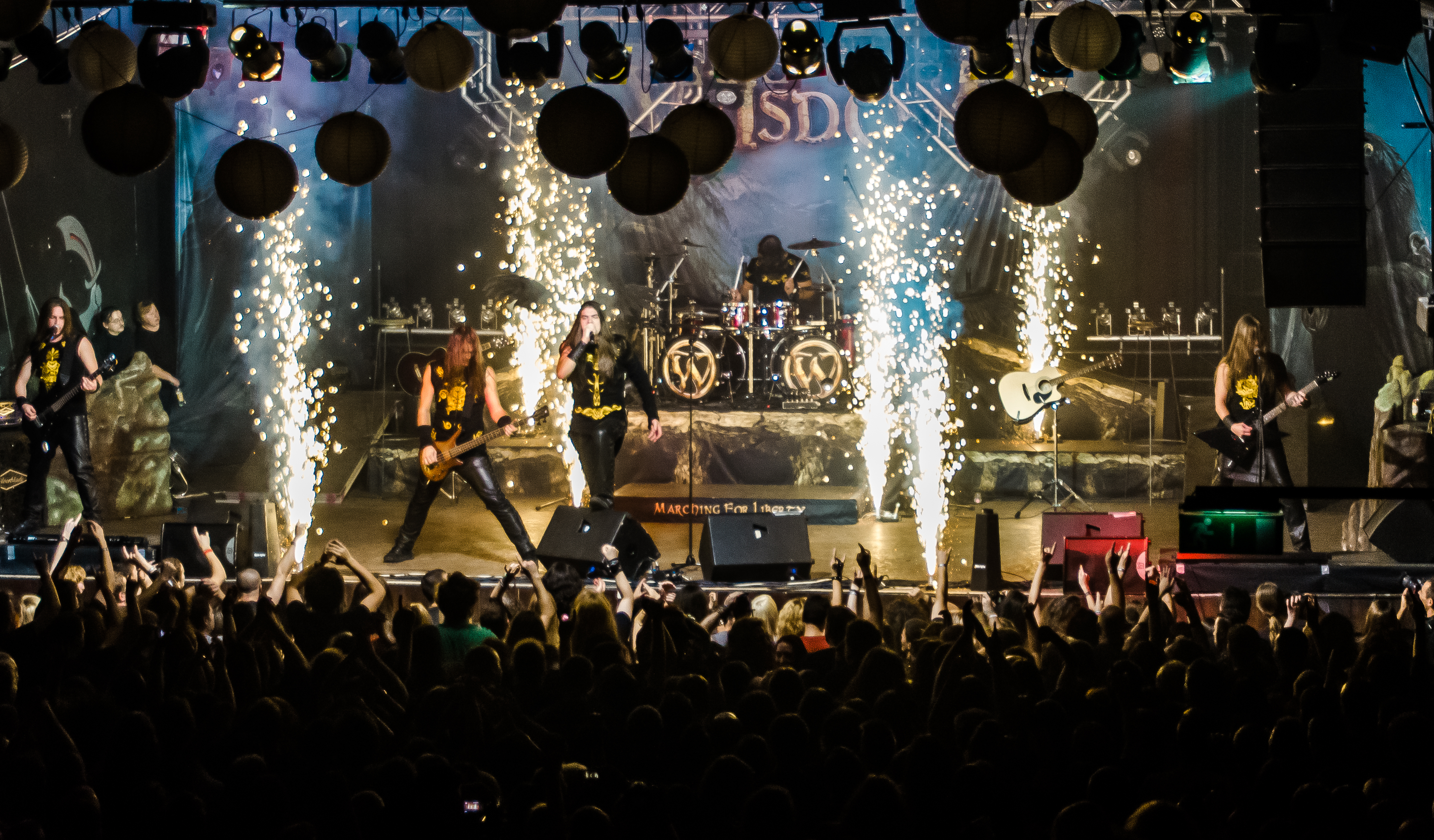
Wisdom live 2013
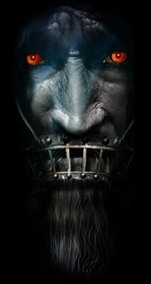
Bandmaskoten Wiseman

Två ytterligare studioalbum (Marching for Liberty och Rise of the Wise) släpptes under 2013 respektive 2016. Med det förstnämnda tog sig Wisdom för första gången in på den ungerska topplistan. Festival- och turnéspelningar med band som Behemoth, Sepultura, Ensiferum, Amaranthe och Alestorm följde.
Wisdom splittrades i april 2018. Under hösten 2020 hade bandets musikvideo till "Live Forevermore" (från albumet Judas) visats över en miljon gånger på YouTube.

## Medlemmar
Slutgiltig banduppställning
- Máte Molnár – basgitarr (2001–2018)
- Gábor Kovács – gitarr, bakgrundssång (2001-2018)
- Gábor Nagy – sång (2010–2018)
- Tamás Tóth – trummor (2014–2018)
- Anton Kabanen – gitarr (2015–2018)

Tidigare medlemmar
- Balázs Hornyák – trummor (2001–2003)
- István Nachladal – sång (2001–2007)
- Zsolt Galambos – gitarr (2001–2012)
- Csaba Czébely – trummor (2004–2005)
- Péter Kern – trummor (2006–2008)
- Balázs Ágota – trummor (2008–2014)
- Máté Bodor – gitarr, bakgrundssång (2012–2015)

## Diskografi
Studioalbum
- Words of Wisdom (2006)
- Judas (2011)
- Marching for Liberty (2013)
- Rise of the Wise (2016)

EP
- Wisdom (2004)
- At the Gates (2007)